# Леонтий Феотокит
Леонтий Феотокит (греч. Λεόντιος Θεοτοκίτης ум. 1189) - патриарх Константинопольский, занимавший пост на протяжении шести месяцев  (1189-1189).
Предшественником патриарха Леонтия Феотокита был патриарх Никита II Мунтан, а его преемником был патриарх Досифей.

## Биография
До возведения на престол Леонтий Феотокит был игуменом монастыря святых Апостолов на горе Авксентия Вифинского. Леонтий Феотокит был возведен на престол после того, как значительная часть клира Константинопольской Православной Церкви выступила против поставленного на Патриаршество Досифея Иерусалимита. 
Леонтий Феотокит был поддержан синодом в качестве компромисса между Церковью и византийским императором Исааком II Ангелом, котрорый стремился возвести в сан Досифея.
Императорская пропаганда объяснила смену патриарха явлением Богородицы, Которая указала императору на Леонтия Феотокита. В краткий период Патриаршества Леонтия Феотокита владениям Византии на Балканах угрожало крестоносное войско германского императора Фридриха I Барбароссы. 
Спустя полгода после интронизации Леонтия Феотокита, император Исаак II добился его отречения и вновь поставил патриархом Досифея. Эта перемена на Патриаршем престоле вновь была объяснена указанием Богородицы.